# Saint-Carreuc
Saint-Carreuc (tiếng Breton: Sant-Kareg, Gallo: Saent-Caroec) là một xã của tỉnh Côtes-d'Armor, thuộc vùng Bretagne, tây bắc Pháp.

## Dân số
Người dân ở Saint-Carreuc được gọi là Carreucois.